# 木榄
木榄（学名：[Bruguiera gymnorhiza] 错误：{{Lang}}：文本有斜体标记（帮助））为红树科木榄属下的一个种。

## 扩展阅读
- 維基物種上的相關：木榄